# 아울로스

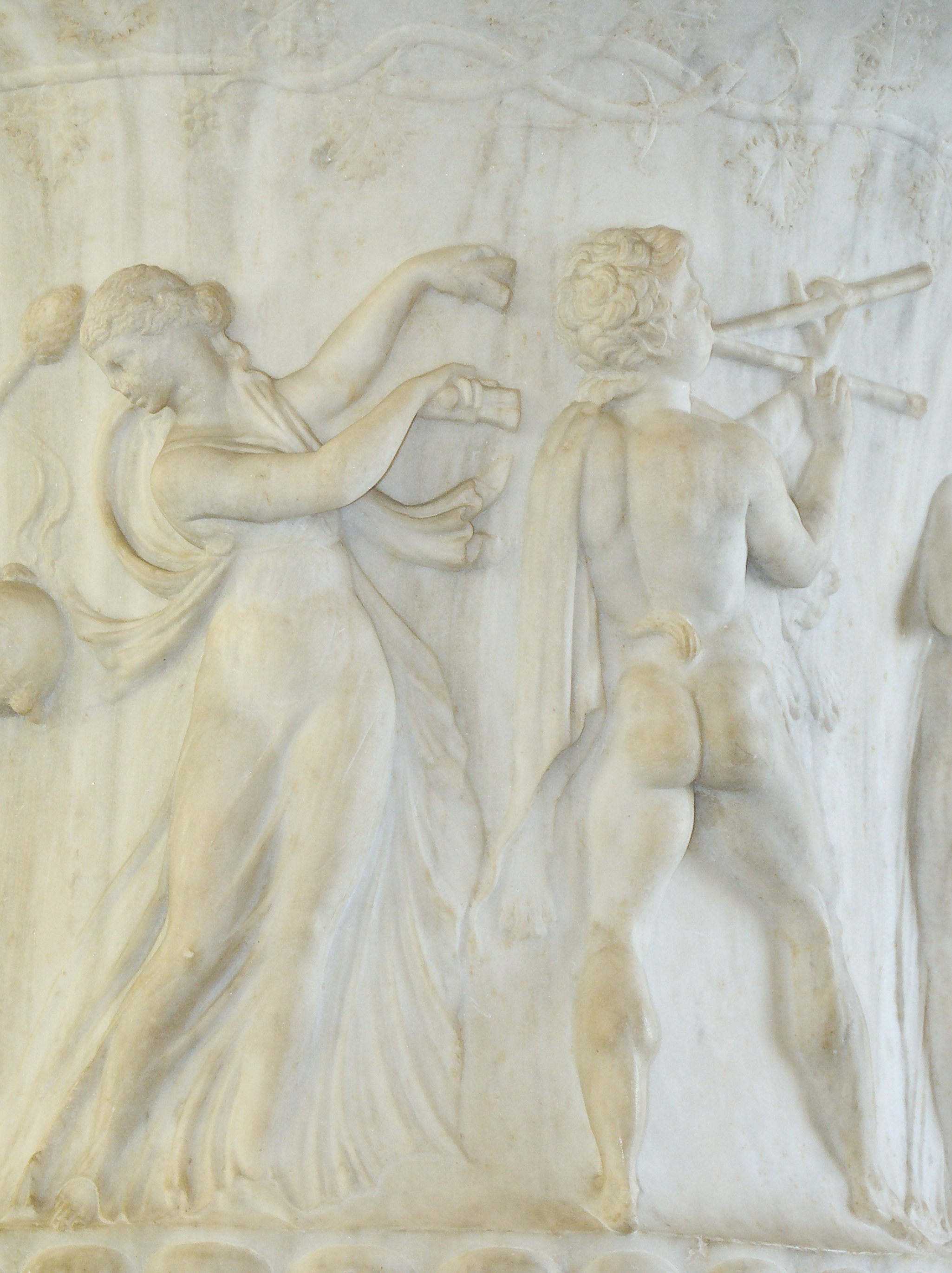
오른쪽의 사티로스가 아울로스를 불고 있다.

아울로스(aulos)는 고대 그리스의 관악기이다. 현악기인 리라나 키타라와 함께 애호된 관악기로 그 이름은 갈대 또는 줄기를 뜻한다. 발음체는 더블 리드이며 좌우 2대의 관으로 되어 있다. 연주자는 리드를 깊이 입에 물고 관은 머리 뒤쪽에 가죽끈을 걸어서 매고 있다. 오른쪽 관으로 가락, 왼쪽 관으로 반주를 한 것으로 생각된다. 리라나 키타라와 같은 현악기가 아폴론의 악기라 한 데 대해 아울로스는 디오니소스의 악기라고 생각하여 플라톤은 정서교육상 좋지 않은 악기라고 하였다. 역사적으로는 오늘날의 오보에나 파곳에 이어진 중요한 악기지만 그 격한 음빛깔과 더불어 사교도(邪敎徒)의 악기로 취급되어 기독교에서 배척을 당하여 5세기 후에는 소멸하였다.